# Durango Rugby Taldea

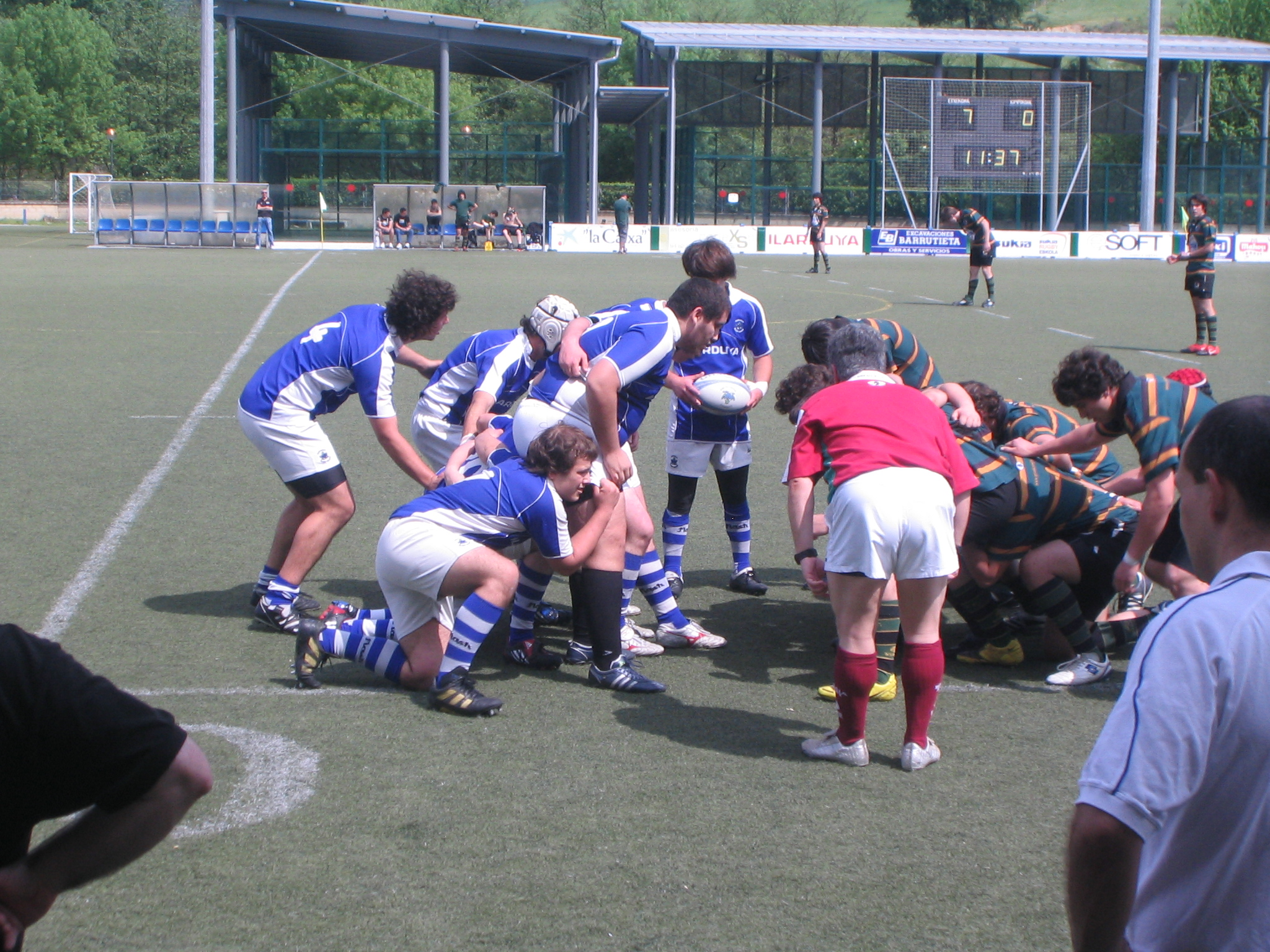
El DRT juagando en Arripotzuetas.

El Durango Rugby Taldea, conocido por la siglas DRT es un club de rugby de la localidad vizcaína de Durango en el País Vasco, España. El Durango Rugby Taldea mantiene cinco equipos; dos senior masculinos, uno femenino, uno juvenil, uno cadete y una escuela de rugby para niños. Se fundó en el año 1986 su casa es el campo de rugby municipal de Durango Arripausueta.
El Durango Rugby Taldea acoge a más de 200 jugadores de rugby y es un referente deportivo y social de la villa de Durango, así como un referente en el deporte del rugby en el País Vasco.

## Historia
En 1986 con un capital inicial de 1.500 pesetas siguiendo la senda de otros equipos de rugby que por aquella época comenzaban a aparecer en las poblaciones vecinas como el Eibar Rugby Taldea en la vecina Éibar (Guipúzcoa) o el  Arrasate Rugby Taldea de Mondragón (Guipúzcoa), un pequeño número de aficionados al deporte del rugby fundan el Durango Rugby Taldea.
La escasez de recursos económicos y de instalaciones apropiadas para practicar el rugby fueron los principales inconvenientes que tuvieron que vencer. Para la obtención de recursos económicos montaban "txoznas" en las fiestas del pueblo o realizaban labores como la limpieza de ríos. Mientras que al carecer de instalaciones adecuadas se veían forzados a jugar y entrenar en campos de fútbol.
El apoyo de la administración municipal y el patrocinador de diferentes empresas de la zona, junto con la adquisición de un establecimiento hostelero, el bar del Rugby, posibilitaron un cierto equilibrio económico que permitió al club desarrollarse.
El ayuntamiento acondicionó el campo de Arripausueta como campo de rugby, dotándolo más tarde de hierba artificial siendo el primer campo de rugby de hierba artificial de España.
El club cuenta en la primera década del siglo XXI con dos senior masculino, uno militando en la División de Honor B de Rugby y el otro en la 1ª Liga Vasca, otro de Chicas Senior en Liga vasca y los Juveniles y Cadetes también en liga vasca y mantiene una escuela de rugby.